# Щадрин, Сергей Фёдорович
Щадрин Сергей Фёдорович (род. 14 июля 1949, село Мугреево-Никольское, Южский район, Ивановская область) — деятель российских правоохранительных органов. Заместитель министра внутренних дел Российской Федерации — начальник Службы общественной безопасности (2003—2005). Генерал-полковник милиции (2003).

## Биография
Родился в семье работника совхоза и педагога. Окончил среднюю школу в городе Южа в 1967 году. После неудачной попытки поступить в Горьковский политехнический институт в этом году работал в совхозе «Мугреевский», одновременно учился в Комсомольском политехническом техникуме. Срочную службу в Советской Армии проходил в танковых войсках с мая 1968 по май 1970 года. Окончил Ивановский государственный университет в 1975 году. Направлен на работу учителем в одну из средних школ Комсомольска, но отработал там лишь несколько месяцев.
С сентября 1975 года служил в органах внутренних дел СССР. Начал службу инспектором БХСС Комсомольского РОВД Ивановской области, с марта 1978 года занимал должность заместителя начальника Пучежского РОВД Ивановской области. Заочно окончил Рижскую школу милиции.
С марта 1981 по март 1982 года находился в Афганистане в составе отряда специального назначения МВД СССР «Кобальт», участник боевых действий Афганской войны.
После возвращения из Афганистана вновь служил в Пучежском РОВД, стал его начальником.
Окончил Академию МВД СССР в 1986 году. С июля 1986 года — начальник УВД Тейковского горисполкома. С апреля 1989 года служил начальником управления уголовного розыска Управления внутренних дел Ивановской области, а с февраля 1991 года был заместителем начальника и начальником службы криминальной милиции этого УВД.
С ноября 1993 года — начальник Управления внутренних дел Псковской области. С августа 1998 года — заместитель начальника Управления собственной безопасности МВД России. С сентября 1999 года — начальник Главного управления внутренних дел МВД России по Ростовской области.
С июля 2001 года служил начальником Главного управления Министерства внутренних дел Российской федерации по Центральному федеральному округу. В октябре 2003 года назначен заместителем министра внутренних дел Российской Федерации — начальником Службы общественной безопасности. 28 февраля 2005 года освобождён от занимаемой должности.
Награждён орденом Красной Звезды, медалями (в том числе медалью «За безупречную службу» трёх степеней).
Кандидат юридических наук (2002).